# Puerto de Mongla
El Puerto de Mongla  (en bengalí: মংলা বন্দর) es el puerto principal en el distrito de Bagerhat al suroeste del país asiático de Bangladés. 
Antes se encontraba en Chalna, cerca de 11 millas (18 km) aguas arriba del río Pusur, pero ahora se localiza a 48 km al sur de la ciudad de Khulna, siendo establecido el 11 de diciembre de 1954. El puerto está rodeado, así como bien protegido por el bosque de manglar de Sundarban. El nombre se originó del río Mongla actualmente conocido como Mongla Nulla. 